# Jan Výtisk
Jan Výtisk (* 20. července 1981 Ostrava) je bývalý český hokejový obránce.
Vyhrál s českou hokejovou reprezentaci do 20 let MS juniorů v 2001 v Rusku. V sezóně 2015/16 získal s týmem Bílí Tygři Liberec mistrovský titul.
V sezónách 2015/16, 2016/17, 2017/18 a 2018/19 získal ocenění Kamenná helma, pro největšího bojovníka mezi hokejisty Extraligy.
Dne 20. 11. 2009 v utkání HC Oceláři Třinec – HC GEUS OKNA Kladno (3:1) odehrál 500. utkání v extralize.
Dne 24.2.2019 v utkání HC Vítkovice RIDERA – HC Energie Karlovy Vary (4:2) odehrál své 1000. utkání a připsal si jeden kanadský bod za asistenci a dále měl jeden únik na gólmana, který neproměnil.
Je ženatý, má dvě dcery. Starší dcera Eliška Vytisková hraje profesionálně volejbal, v letech 2020-2023 hrála za extraligový tým TJ Ostrava. Mladší dcera Viktorie Vytisková taktéž hraje volejbal v mládežnické kategorii.

## Hráčská kariéra
- 1999/2000 HC Vítkovice (E)
- 2000/2001 HC Vítkovice (E), HC Slezan Opava (1. liga), HC Draci Šumperk (1. liga)
- 2001/2002 HC Vítkovice (E)
- 2002/2003 HC Vítkovice (E), HC Sareza Ostrava (2. liga)
- 2003/2004 HC Karlovy Vary (E), HC Sparta Praha (E)
- 2004/2005 HC Lasselsberger Plzeň (E)
- 2005/2006 HC Oceláři Třinec (E)
- 2006/2007 HC Oceláři Třinec (E)
- 2007/2008 HC Oceláři Třinec (E)
- 2008/2009 HC Oceláři Třinec (E)
- 2009/2010 HC Oceláři Třinec (E), Bílí Tygři Liberec (E)
- 2010/2011 Bílí Tygři Liberec (E)
- 2011/2012 Bílí Tygři Liberec (E)
- 2012/2013 Bílí Tygři Liberec (E)
- 2013/2014 Bílí Tygři Liberec (E)
- 2014/2015 Bílí Tygři Liberec (E) –
- 2015/2016 Bílí Tygři Liberec (E) –  Mistr české extraligy
- 2016/2017 HC Vítkovice Ridera (E)
- 2017/2018 HC Vítkovice Ridera (E)
- 2018/2019 HC Vítkovice Ridera (E)
- 2019/2020 HC Vítkovice Ridera (E) –
- 2020/2021 HC Stadion Litoměřice (1. liga) –
- 2021/2022 HC Stadion Litoměřice (1. liga) –
- 2022/2023 HC Stadion Litoměřice (1. liga) –
- 2023/2024 HC Frýdek-Místek (1. liga) –
- 2024/2025 HC Frýdek-Místek (1. liga) – , HC ISMM Kopřivnice (2. liga)